# Рекерс, Эдвард
Эдвард Рекерс (нидерл. Edward Reekers; родился 24 мая, 1957 в городе Хенгело) – нидерландский певец, в первую очередь известный как вокалист прогрессивной рок-группы Kayak и участник проекта Ayreon.

## Биография
Эдвард Рекерс родился 25 мая 1957 года в городе Хенгело. Его отец был железнодорожным служащим, членом городского совета и мэром, а мать — домохозяйкой.
Эдвард ещё в детстве начал проявлять интерес к музыке и с трёх лет
играл на губной гармонике. Когда Рекерсу исполнилось десять лет, старший брат Мартин подарил ему гитару. Эдвард – левша, но он выучился играть на гитаре, держа её вверх ногами. Тогда же он написал свою первую песню Flower Girl и начал брать уроки игры на пианино.
На втором году обучения Рекерса в средней школе его отец стал мэром города Беркела и вместе с семьёй переехал на новое место жительства. Там Эдвард выступал в школьной группе в качестве гитариста, клавишника, барабанщика и вокалиста. По окончании школы, он начал брать учительские курсы в колледже, а его группа была переименована в Tacit и записала в студии одну из своих песен. Позже, проходя практику, Рекерс решил бросить карьеру преподавателя. Вскоре он записал несколько песен и по совету друга отослал их группе Kayak. В ответ на присланный материал Тон Схерпензел – клавишник Kayak – пригласил Эдварда для работы над своим сольным альбомом Carnaval des Animaux. Некоторое время спустя Рекерс выступал вместе с группой в Алсмере  и вскоре стал её постоянным участником. В период с 1978 по 1982 он записал вместе с Kayak три студийных и один концертный альбом. Во время живых выступлений Эдвард также играл на электрогитаре и синтезаторе.
В 1981 году Эдвард Рекерс записал свой первый сольный альбом The Last Forest. В течение последующих нескольких лет после ухода из группы, он, по собственным словам, был «домохозяином», в то время как его жена Карин работала ассистентом врача. Позже Рекерс работал бэк-вокалистом, актёром и режиссёром дубляжа. Он также активно сотрудничал с проектом Ayreon нидерландского музыканта Арьена Люкассена и выпустил ещё два сольных альбома: Stages (1993) и Child Of The Water (2008).
В 2003 году Эдвард выступал приглашённым вокалистом на нескольких концертах Kayak, а во время одного выступления замещал Берта Хиринка (вокалист группы в то время). В 2005 году Рекерс воссоединился с Kayak, приняв участие в записи их рок-оперы Nostradamus — The Fate Of Man. После ухода из группы Хиринка он вновь стал ведущим вокалистом Kayak.

## Дискография

### Соло
- 1981, The Last Forest
- 1993, Stages
- 2008, Child Of The Water

### Kayak
- 1979, Phantom of the Night
- 1980, Periscope Life
- 1981, Merlin
- 1981, Eyewitness
- 2005, Nostradamus - The Fate Of Man
- 2007, Kayakoustic (Live)
- 2008, Coming Up For Air
- 2008, The Anniversary Concert / The Anniversary Box (Live)
- 2009, Letters From Utopia

### Ayreon
- 1995, The Final Experiment
- 1996, Actual Fantasy
- 1998, Into the Electric Castle
- 2000, Universal Migrator
- 2000, Ayreonauts Only